# Ibrahim Al-Koni
Ibrahim Al-Koni (n. 1948 - ...) (arabă: ابراهيم الكوني) este un scriitor libian.

## Biografie
Ibrahim Al-Koni s-a născut în 1948 în Oaza Ghadamis, din Libia. Și-a petrecut copilăria în Sahara. La vărsta de 12 ani a învățat să scrie și să citească în limba arabă. A studiat literatura comparată la Institutul de Literatură Maxim Gorki din Moscova, apoi a lucrat ca ziarist la Moscova și Varșovia.

## Opera
Tema predilectă a lui Ibrahim Al-Koni este viața tuaregilor în Sahara. Scrierile sale se disting prin amestecul de elemente mitologice, fantastice, mistice, reale.
În 2007, Al-Koni publicase peste 80 de cărți în limba arabă, parte dintre ele traduse în 35 de limbi.